# Double Dragon (série)
Double Dragon (ダブルドラゴン, Daburu Doragon) é uma série de jogos eletrônicos de briga de rua inicialmente desenvolvida pela Technōs Japan Corporation, que também desenvolveu a série Kunio-kun (conhecida no ocidente por alguns jogos como: Renegade, Super Dodge Ball e River City Ransom).
A série é protagonizada pelos irmãos gêmeos Billy e Jimmy Lee, que são praticantes de uma arte marcial chamada Sōsetsuken (双截拳), enquanto lutam contra vários adversários e rivais. Devido a popularidade da série de jogos, um desenho animado e um filme também foram produzidos.
A franquia agora é propriedade da Arc System Works, a empresa que portou o Double Dragon original para o console Master System da Sega em 1988.

## Títulos
O Double Dragon original da Technōs foi lançado primeiramente como um jogo de arcade em 1987. A versão para Nintendo Entertainment System, também produzida pela Technōs, foi lançada no ano seguinte, seguida por uma versão para o Game Boy em 1990. Várias versões licenciadas dos jogos foram também produzidas por outros desenvolvedores para várias plataformas de jogos, como o Master System, Atari 2600, Atari 7800, Mega Drive e o Atari Lynx. Versões de Double Dragon para computadores pessoais também foram lançadas.
Um jogo de Game Gear intitulado Double Dragon também existe, mas ele não é uma versão reprogramada do jogo original. Ao invés disso, ele é baseado em Streets of Rage, especialmente o personagem principal, Billy Lee, que lembra bastante Axel Stone, o protagonista da série citada.[carece de fontes?]
Duas sequências de Double Dragon foram lançadas para arcade: Double Dragon II: The Revenge em 1988 e Double Dragon 3: The Rosetta Stone em 1990. Assim como com o original, a Technōs produziu versões para o NES em 1989 e 1991, respectivamente. Um quarto jogo foi lançado exclusivamente para o Super NES em 1992, chamado Super Double Dragon. Ele foi o último jogo produzido pelo time original da Technōs, e o último a manter a jogabilidade beat 'em up do original.
Em 1994, a Tradewest lançou Double Dragon V: The Shadow Falls para o Super NES e o Genesis na América do Norte e na Europa, um jogo de luta competitivo desenvolvido pela Leland Interactive baseado na série Double Dragon de desenho animado da televisão, da Bohbot Entertainment e da DIC Entertainment . Uma versão para o Jaguar também foi lançada pela Telegames.
Outro jogo de luta foi produzido pela Technōs, simplesmente intitulado Double Dragon, foi lançado para o arcade e console Neo-Geo em 1995. Uma versão de Neo-Geo CD também foi lançada, assim como uma versão para PlayStation pela Urban Plant. Foi o último jogo de Double Dragon produzido pela Technōs antes da companhia encerrar suas atividades.
Em 2003, um remake do Double Dragon original, chamado Double Dragon Advance, foi produzido pela Atlus e Million (a detentora dos direitos autorais da série Double Dragon na época) para o Game Boy Advance.
Em 2009, mais um remake do jogo original foi lançado para o Zeebo, desenvolvido pela Brizo Interactive e publicadto pela Tectoy.
Em 2011, outro remake foi lançado para o iPhone, desenvolvido pela Brizo Interactive e publicado pela Aksys Games.
Em 4 de abril de 2012, a WayForward Technologies anunciou que Double Dragon Neon, um reinício da série, seria lançado para a Xbox Live Arcade e PlayStation Network em julho, porém no dia 18 do mês citado, ela confirmou as datas de lançamento do jogo para os dias 11 de setembro de 2012 na PSN e no dia 12 de setembro na XBLA.
Double Dragon IV (não confundir com Super Double Dragon que foi o quarto jogo da série) foi lançado em 30 de janeiro de 2017 para o PlayStation 4 e PC, respectivamente, e em 7 de setembro de 2017, para o Nintendo Switch. Ele ocorre logo após Double Dragon II: The Revenge e usa um estilo artístico de 8 bits, semelhante às portas NES das entradas anteriores da série. O título foi desenvolvido pela Arc System Works e ex-funcionários da Technos, como o produtor Takaomi Kaneko, o diretor Yoshihisa Kishimoto, o designer de personagens Koji Ogata, o compositor Kazunaka Yamane e o programador Kei Oyama.
Em  27 de julho de 2023,  um spin-off da franquia, intitulado Double Dragon Gaiden: Rise of the Dragons foi lançado para Windows, Nintendo Switch, PlayStation 4, PlayStation 5, Xbox One e Xbox Series X/S.
Um novo jogo da série está programado para ser lançado em 2025: Double Dragon Revive. O que está causando polêmica com a equipe original que criou a franquia. estes dizem que não reconhecem o próximo título, sendo feito pelo estúdio Yuke’s, como parte da franquia Double Dragon, criada pela Technōs. O novo jogo, segundo os criadores parece um jogo "barato e moderno", feito por uma geração que nunca jogou os primeiros títulos.

### Outras aparições e jogos relacionados
- Super Spike V'Ball (NES) - A versão de NES conta com Billy e Jimmy como personagens jogáveis.
- WWF Superstars (arcade) - Conta com uma participação especial de Billy como um dos espectadores do jogo.
- River City Ransom (NES) - O tema musical de Double Dragon toca durante a batalha contra Randy e Andy, dois personagens baseados em Billy e Jimmy. A dupla correspondente a Randy e Andy na versão japonesa, Ryūichi e Ryūji, são personagens recorrentes nos jogos posteriores da série Kunio-kun.
- Battletoads & Double Dragon (NES, Game Boy, Mega Drive, Super NES) - Um jogo crossover entre Double Dragon e Battletoads.
- Voltage Fighter Gowcaizer (Neo-Geo) - Burnov, do jogo de Neo-Geo Double Dragon, faz uma ponta como o oponente do Captain Atlantis' em seu final.
- Rage of the Dragons (Neo-Geo) - Uma homenagem não oficial a Double Dragon, inspirado no jogo de luta para Neo Geo produzido pela Evoga e Noise Factory.[8] Os personagens principais são chamados Billy e Jimmy Lewis.[9]
- Abobo's Big Adventure (jogo em Flash) - Uma homenagem aos jogos da época do NES, produzido pela Newgrounds.com. O jogo é protagonizado por Abobo, chefe da 1ª fase do Double Dragon original, que nesse jogo passa por diversos mundos e jogos famosos do console 8-bit da Nintendo.

- River City: Rival Showdown (3DS) – Billy e Jimmy Lee são personagens jogáveis no modo Double Dragon Duel.
- River City Girls (PC, Switch, PlayStation 4, PlayStation 5, Xbox One) –Os irmão Lee possuem dois Dojos em River City, onde os personagens dos jogadores podem adquirir novos movimentos de luta dos irmãos em troca de dinheiro. Abobo aparece como chefe no jogo, Marian e Skullmageddon como lojistas e Burnov trabalha como segurança.
- River City Girls 2 (PC, Switch, PlayStation 4, PlayStation 5, Xbox One, Xbox Series X e Series S) – Marian aparece como uma personagem jogável.

### Mídia relacionada
Uma edição limitada de história em quadrinhos de Double Dragon, vagamente baseada nos jogos, foi publicada pela Marvel Comics em 1991, de julho a dezembro, com um total de seis edições. A história em quadrinhos foi escrita por Dwayne McDuffie para as quatro primeiras edições e por Tom Brevoort e Mike Kanterovich para as últimas duas.
Uma série de desenho animado de Double Dragon foi produzida pela DiC Entertainment e Bohbot Productions, que originalmente foi ao ar em re-difusão por duas temporadas, de 1993 a 1995, com 26 episódios.
Um filme de Double Dragon foi lançado nos cinemas em 1994, dirigido por James Yukich e estrelado por Scott Wolf e Mark Dacascos como os irmãos Lee.

## Elementos recorrentes

### Personagens

#### Irmãos Lee
Na maior parte da série, os jogadores assumem o controle do artista marcial Billy Lee, que luta contra vários adversários, como membros de gangues e lutadores rivais. Ele é frequentemente ajudado por seu irmão gêmeo Jimmy Lee,  que geralmente serve como o personagem do jogador número 2 na maioria dos jogos. Os irmãos Lee são caracterizados como sucessores de uma arte marcial de fictícia chamada Sōsetsuken (双截拳, "Punho Gêmeo do Norte", também conhecido como Sōsaiken), que combina técnicas de outros estilos, como caratê, tai chi e Shorinji Kempo.
A dupla não tinha nome quando o jogo de arcade original foi lançado inicialmente no Japão, embora os nomes Hammer e Spike tenham sido dados a eles no gabinete e no folheto promocional produzido pela Taito para a versão no exterior. Os nomes Billy e Jimmy Lee foram estabelecidos pela primeira vez na versão Famicom/NES do primeiro jogo e, consequentemente, usados em outras versões de console e produtos vinculados, como o álbum da trilha sonora The Original Sound of Double Dragon, mas não foram realmente usados nas versões arcade até Double Dragon 3: The Rosetta Stone. O nome de Billy Lee vem de uma combinação do sobrenome de Bruce Lee com o primeiro nome de seu personagem Billy Lo no filme Game of Death, enquanto Jimmy é nomeado após o músico Jimmy Page.
Por causa das diferenças entre as versões de fliperama e console dos jogos, os designs dos irmãos Lee tendem a variar ao longo da série. Enquanto o jogo de arcade original tem o Jogador 1 controlando um irmão Lee de cabelos loiros, vestido com uma roupa azul e o Jogador 2 como um irmão de cabelos castanhos em vermelho, a versão NES teve suas cores de cabelo e roupa trocadas: Billy agora era o irmão de cabelos azuis, enquanto Jimmy se tornou o irmão de cabelos loiros de vermelho. Super Double Dragon foi o primeiro jogo a ter os irmãos Lee ostentando penteados diferentes durante o jogo, com Billy recebendo um cabelo baixo e Jimmy um cabelo espetado, uma convenção de design adotada por jogos posteriores, como Double Dragon Advance e as versões para smartphones, embora algumas das artes promocionais e visuais do jogo dos jogos anteriores (como a fotografia final de Double Dragon II: The Revenge e as sequências de histórias/retratos de personagens de Double Dragon III: The Sacred Stones) já tivessem retratado os irmãos Lee com penteados diferentes. Outros jogos, como o jogo de luta da Neo-Geo e Double Dragon Neon, retratam os irmãos Lee como gêmeos idênticos, como no primeiro jogo de arcade.
Os dois irmãos demonstram estar romanticamente interessados em uma jovem chamada Marian, uma estudante em seu dojo. A versão arcade do primeiro jogo (junto com a maioria das versões para console) pode terminar com os dois irmãos brigando por Marian se dois jogadores chegarem ao fim juntos, com o sobrevivente vencendo as afeições de Marian. A versão Famicom/NES, que estabelece Marian como a namorada de longa data de Billy, muda a história para que Jimmy fosse realmente o líder dos Guerreiros Negros (uma mudança feita como resultado da falta de jogos cooperativos para dois jogadores nessa versão) e foi quem orquestrou o sequestro de Marian.

#### Inimigos
A organização inimiga no Double Dragon original é a gangue Black Warriors, caracterizada como a organização criminosa dominante na cidade de Nova York depois que uma guerra nuclear deixou a cidade privada de qualquer lei e ordem. Assim como os próprios irmãos Lee, os nomes dos membros da gangue foram estabelecidos nas versões de console da série. O líder original da gangue é Willy Mackey (vulgarmente conhecido como Willy), que deseja adquirir o conhecimento das artes marciais dos irmãos Lee e ordenar o seqesutro de Marian como resgate. Membros recorrentes da gangue ao longo das várias versões do primeiro jogo incluem os bandidos Williams e Rowper, a dominadora Linda e o careca Abobo. A versão arcade também apresentava dois trocas de nomes de outros personagens sem nome (como Abobo e os irmãos Lee) como chefes de fase final: embora esses personagens estivessem ausentes na versão NES, que em vez disso introduziu um inimigo único, um artista marcial chinês chamado Chin Taimei. A troca de cabeças dos irmãos Lee apareceria mais tarde na versão Master System lançada pela Sega, onde ele foi chamado de Jeff.
O nome da quadrilha mudaria nos jogos posteriores. Enquanto a versão arcade de Double Dragon II: The Revenge teve Willy e os Black Warriors em retaliação contra sua derrota anterior ao matar Marian, a versão Famicom substituiu Willy por um lutador sem nome que liderou um misterioso grupo armado após a dissolução dos Black Warriors originais. Embora sem nome na versão japonesa, a localização em inglês da versão do NES se referiria a essa organização como os Shadow Warriors (ou Black Shadow Warriors  no manual), um nome usado posteriormente para um grupo inimigo não relacionado no Super Double Dragon, também como a gangue de Willy em Double Dragon Advance. Shadow Warriors também foi o nome do grupo de vilões da série animada Double Dragon e o jogo inspirado nela, Double Dragon V: The Shadow Falls, onde consistiam quase inteiramente de novos personagens.
Os nomes Williams e Rowper foram derivados dos personagens interpretados por Jim Kelly e John Saxon, respectivamente, no filme Enter the Dragon. Outro personagem parece seguir uma convenção de nomes semelhante, como Linda, que compartilha seu nome com a viúva de Bruce Lee, Linda Lee Cadwell, e o inimigo Bolo de Double Dragon II: The Revenge, que compartilha seu nome com o ator Bolo Yeung.

### Jogabilidade
A jogabilidade na maioria dos jogos ocorre em uma perspectiva pseudo-3D, como em Renegade e mais tarde, em que o personagem do jogador pode se mover em quatro direções, mas sempre olhando para a esquerda ou direita. O jogador pode executar uma variedade de técnicas de luta desarmadas contra seus inimigos, bem como usar armas brancas como tacos de beisebol e facas de arremesso normalmente obtidas dos inimigos. Em algumas parcelas, existem técnicas que podem ser feitas em combinação com outro jogador.